# سالم ماجد
سالم ماجد المرزوقي ممثل ومؤلف ومخرج قطري· شارك في العديد من المسرحيات ممثلاً ومخرج، حصل على شهادة البكالوريوس في مجال الإخراج المسرحي من المعهد العالي للفنون المسرحية بالقاهرة عام 1977، بدأ مشوارة الفني ممثلاً في أواخر الستينات وتحديداً في العام 1969 حيث كان أول عمل مسرحي هو (الدكتور بوعلوص) مع الفرقة الشعبية للتمثيل ·

## مسرحياتة كممثل
- الدكتور بوعلوص (1969)
- خلود (1974)
- نادي العزوبية (1975)

## مسرحياتة كمخرج ومؤلف
- المال مال ابونا (1978)
- نجوم على الرصيف (1979)
- منصور قاهر العملاقين (1979 أول مسرحية للطفل في قطر)
- الاهبل (1982)
- سواق بالماجستير (1983)
- حمام المحبة (1987 مسرحية أطفال)
- قطعة وطن على شاطئ قديم(1994 آخر مسرحية له)